# Piroskoronás püspökmadár
A piroskoronás püspökmadár (Malimbus coronatus) a madarak osztályának verébalakúak (Passeriformes) rendjébe és a szövőmadárfélék (Ploceidae) családjába tartozó faj.

## Rendszerezése
A fajt Richard Bowdler Sharpe angol zoológus és ornitológus írta le 1906-ban.

## Előfordulása
Afrika középső részén, Egyenlítői-Guinea, Gabon, Kamerun, a Kongói Demokratikus Köztársaság, a Kongói Köztársaság és a Közép-afrikai Köztársaság területén honos.
Természetes élőhelyei a szubtrópusi és trópusi síkvidéki esőerdők, mocsári erdők és száraz erdők, valamint ültetvények. Állandó, nem vonuló faj.

## Megjelenése
Testhossza 17 centiméter.

## Természetvédelmi helyzete
Az elterjedési területe nagyon nagy, de eléggé tagolt, egyedszáma ugyan csökken, de még nem éri el a kritikus szintet. A Természetvédelmi Világszövetség Vörös listáján nem fenyegetett fajként szerepel.